# Condado de Cervera
El condado de Cervera es un título nobiliario, que creado por primera vez por el rey Pedro IV de Aragón, actualmente es uno de los títulos vinculados tradicionalmente al heredero de la Corona de España, siendo su titular Leonor de Borbón.

## Historia
Título creado el 27 de enero de 1353 por el rey de Aragón, Pedro el Ceremonioso, para su hijo y heredero, el infante Juan. Este título, propio de los herederos al trono de la Corona de Aragón irá siempre unido al de Príncipe de Gerona desde 1414, compartiendo las mismas vicisitudes.

## Situación actual
Los títulos del heredero de la antigua Corona de Aragón, entre los que se encuentra este condado, son ostentados en la actualidad por el heredero de la Corona de España. La normativa más reciente al respecto es el Real Decreto 54/1977, de 21 de enero, que estableció que el entonces príncipe Felipe de Borbón y Grecia ostentaría explícitamente el título de "Príncipe de Asturias y otros títulos vinculados tradicionalmente al sucesor de la Corona de España". En cuestión sucesoria, la Constitución española de 1978 (título II, art. 57.2) indica: El Príncipe heredero, desde su nacimiento o desde que se produzca el hecho que origine el llamamiento tendrá la dignidad de Príncipe de Asturias y los demás títulos vinculados tradicionalmente al sucesor de la Corona de España. En 1996, en una visita oficial a Cervera, el Príncipe Felipe de Borbón asumió el título en una ceremonia de homenaje popular. Desde la supresión de la Corona de Aragón a principios del siglo XVIII es el primer heredero real que lo ostenta, si bien no ha hecho uso público de él salvo en las ocasionales visitas a Cataluña y en la ceremonia de su boda.
El 19 de junio de 2014 accede al trono tras la abdicación de su padre, Juan Carlos I, con el nombre de Felipe VI, por lo que su hija, Leonor de Borbón heredó todos los títulos vinculados al heredero de la Corona y que antes pertenecían a su padre.